# كوني إيفز
كوني إيفز هي باحثة طبية كندية، ولدت في 1944 في أوتاوا في كندا.